# Imataca
Pour les articles homonymes, voir Imataca.
Imataca est l'une des cinq paroisses civiles de la municipalité de Casacoima dans l'État de Delta Amacuro au Venezuela. Sa capitale est Sierra Imataca, chef-lieu de la municipalité.

## Géographie

### Démographie
Hormis sa capitale Sierra Imataca, la paroisse civile possède plusieurs localités :
- Los Caratales
- Sierra Imataca